# Кучера, Штепан
Ште́пан Ку́чера (чеш. Štěpán Kučera; род. 11 июня 1984, Прага) — чешский футболист, защитник.

## Карьера
Штепан Кучера воспитанник пражской «Спарты». В 2006 году был отдан в аренду клубу «Яблонец 97». В 2007 году подписал контракт с бельгийским «Брюгге». Летом 2009 года перешёл в Руселаре. Осенью 2010 года вернулся в Чехию в клуб «Кладно». В 2011 году игрок костанайского «Тобола». В 2012 году перешёл в павлодарский «Иртыш».
С 2014 по 2015 годы выступал за «Тобол».

## Достижения
- Чемпион Чехии: 2004/05, 2006/07
- Обладатель Кубка Чехии: 2004